# سباستین لو پرتر دو ووبن
 سباستین لو پرتر دو ووبن  (انگلیسی: Sébastien Le Prestre de Vauban؛ زاده ۱۵ مهٔ ۱۶۳۳ درگذشته ۳۰ مارس ۱۷۰۷) یک نظامی اهل فرانسه بود.

## نگارخانه

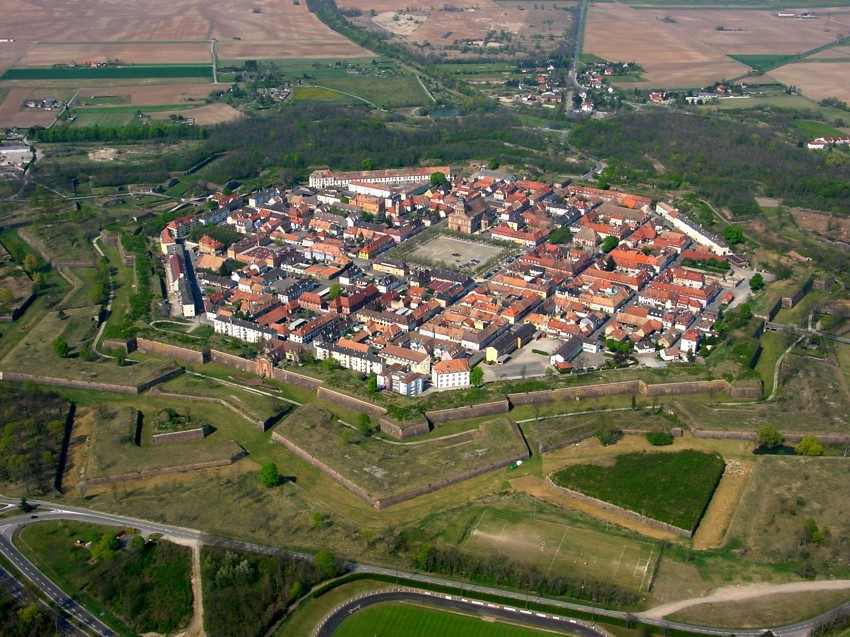
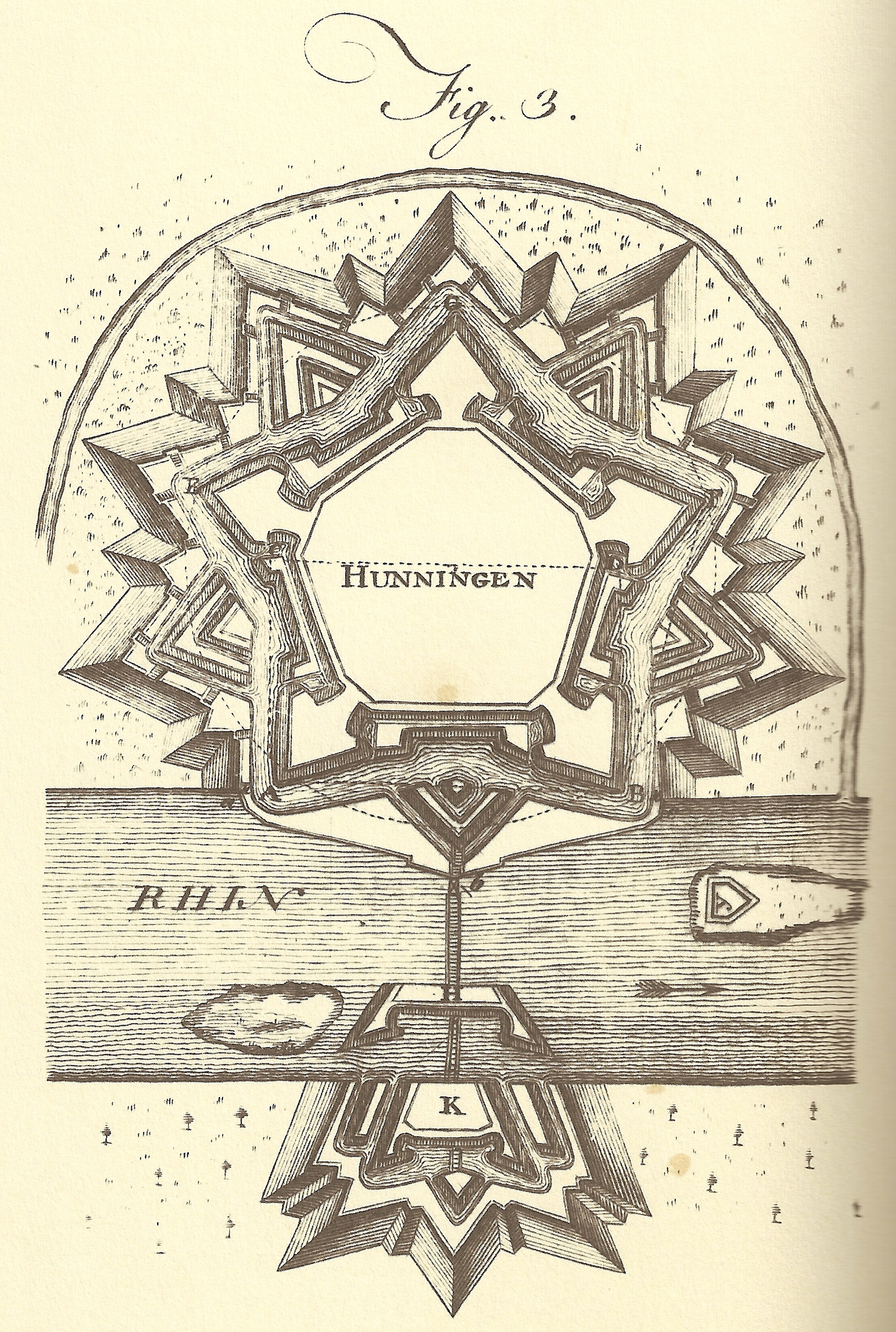